# Vlad Achim
Vlad Alexandru Achim (Costanza, 7 aprile 1989) è un calciatore rumeno, centrocampista dell'FCU Craiova.

## Palmarès

### Club

#### Competizioni nazionali
- Coppa di Romania: 1

Viitorul Costanza: 2018-2019
- Supercoppa di Romania: 1

Viitorul Constanța: 2019